# لوک ماکفارلن
لوک ماکفارلن (انگلیسی: Luke Macfarlane؛ زادهٔ ۱۹ ژانویهٔ ۱۹۸۰) یک هنرپیشه اهل کانادا است. وی از سال ۲۰۰۳ میلادی تاکنون مشغول فعالیت بوده‌است.